# Charles Bordes
Charles Marie Anne Bordes (ur. 12 maja 1863 w Rochecorbon, zm. 8 listopada 1909 w Tulonie) – francuski kompozytor i dyrygent chóralny.

## Życiorys
Uczył się gry na fortepianie u Antoine’a François Marmontela oraz kompozycji u Césara Francka. Od 1887 roku był organistą i dyrygentem chóru w Nogent-sur-Marne. W 1890 roku wyjechał do Paryża, gdzie został kapelmistrzem w kościele św. Gerwazego i Protazego. W 1892 roku założył Association des chanteurs de Saint-Gervais, z którym dawał koncerty muzyki dawnej. W 1894 roku wspólnie z Alexandrem Guilmantem i Vincentem d’Indym założył Schola Cantorum de Paris. Założył też szkoły muzyki kościelnej w Awinionie (1899) i Montpellier (1905).

## Twórczość
Komponował głównie utwory wokalne chóralne i solowe, a także pieśni na głos i fortepian. Gromadził baskijskie pieśni ludowe, które opublikował w zbiorze Archives de la tradition basque. Skomponował oparte na motywach baskijskich Suite basque na flet i kwartet smyczkowy (1888) oraz Rapsodie basque na fortepian i orkiestrę (1890). Swoją działalnością przyczynił się do popularyzacji muzyki ludowej oraz odrodzenia zainteresowania muzyką dawną.